# مونوریل کی‌ال
مونوریل کی‌ال (انگلیسی: KL Monorail) یکی از سیستم‌های مونوریل در حال فعالیت در مالزی است. این سیستم حمل‌ونقل به عنوان بخشی از سیستم رپید کی‌ال توسط متصدی رپید ریل، شرکت زیرمجموعه پراسارانا فعالیت می‌کند که یکی از بخشهای سیستم حمل‌ونقل یکپارچه کلانگ والی است. این مسیر حمل‌ونقل در نقشه‌های رسمی تردد، به رنگ سبز روشن و با عدد ۸ مشخص گردیده‌است.
به خاطر طرح‌ریزی زیربنایی نامناسب و میزان ناکافی ناوگان ریلی (در جابجایی تعداد زیاد مسافران برای ورود یا خروج از ناحیه مرکزی تجاری کوالالامپور در ساعات پرتردد)، به‌طور معمول از سیستم مونوریل کی‌ال به عنوان نامناسب‌ترین خط ریلی سیستم حمل‌ونقل یکپارچه کلانگ والی نام برده می‌شود.